# Скоція

Модель скоції з двома радіусами

Скоція (грец. σκοτία — «темрява») — асиметричний архітектурний облом з увігнутим профілем з двох дуг різного радіуса, нижня дуга вдвічі більша від верхньої.
Такі обломи часто використовують у основі колони.